# Mittelmeer-Miesmuschel
Die Mittelmeer-Miesmuschel (Mytilus galloprovincialis) ist eine Muschel-Art aus der Familie der Miesmuscheln (Mytilidae). Die Art kann nur durch Allozym-Elektrophorese-Untersuchungen sicher von den beiden anderen, sehr nahe verwandten Mytilus-Arten (Mytilus edulis und Mytilus trossulus) unterschieden werden. Sie gilt in Südafrika, wo die Art in den 1970er Jahren eingeschleppt wurde als invasive Art.

## Merkmale

Rechte Klappe
Linke Klappe

Das gleichklappige, besonders vorne bauchige, längliche Gehäuse erreicht eine maximale Länge von 15 Zentimetern. Das Verhältnis Länge zu Dicke beider Klappen (L/D-Index) beträgt 2,5, der L/H-Index = 1,8. Die größte Höhe wird im hinteren Gehäuseteil erreicht. Allerdings ist die Gehäuseform stark variabel, sodass sich auch leicht andere Verhältnisse ergeben. Es ist stark ungleichseitig, der Wirbel sitzt am vorderen Ende des Gehäuses. Es ist im Umriss gerundet keilförmig (mytiliform) mit einem sehr langen, leicht gebogenen Schlossrand bzw. Ligamentrand (bzw. Dorsalrand). Der Dorsalrand geht gerundet-flachwinklig in den flach gerundeten Hinterrand über. Der Ventralrand ist gerade oder sehr leicht konkav gekrümmt. Das Vorderende ist sehr eng gerundet und bildet einen leichten, nach unten gebogenen Haken. Der innere Gehäuserand ist glatt. Das Ligament ist extern, aber etwas eingesunken in das Dorsalfeld; es erstreckt sich über zwei Drittel des Dorsalrandes. Das Schloss ist überwiegend glatt; lediglich im Bereich des Vorderendes (Haken) sind ein paar senkrecht stehende Kerben und Vorsprünge. Gehäuseform und Größe sind sehr variabel und auch stark abhängig von ökologischen Faktoren.
Die weißliche, mineralische Schale ist dünn, aber robust. Sie besteht aus einer dickeren äußeren Lage aus prismatischem Kalzit. Die dünnere innere Lage ist aus Blättchen von aragonitischem Perlmutt aufgebaut. Die Ornamentierung besteht aus konzentrischen Anwachslinien und etwas gröberen Wachstumsunterbrechungen. Das Periostracum ist dünn und haftet fest an der Schale. Es ist schwarz-blau bis dunkelbraun.
Es sind zwei sehr ungleich große Schließmuskeln vorhanden; der vordere Schließmuskel ist sehr klein, die Ansatzstelle undeutlich. Der hintere Schließmuskel bildet zusammen mit dem Byssusretraktor einen sehr großen Muskelabdruck direkt innerhalb der Mantellinie.

Rechte und linke Klappe des gleichen Tieres
Rechte Klappe
Linke Klappe

Mytilus galloprovincialis dilatatus

Rechte Klappe

Mytilus galloprovincialis trigonus
- Rechte Klappe
- Linke Klappe

## Ähnliche Arten
Das Gehäuse der Mittelmeer-Miesmuschel ist dem der Gemeinen Miesmuschel (Mytilus edulis) und auch der Pazifischen Miesmuschel (Mytilus trossulus) sehr ähnlich. Einzelne Exemplare können häufig nicht sicher unterschieden werden. Im Durchschnitt bzw. typische Exemplare unterscheiden sich dadurch, dass bei der Mittelmeer-Miesmuschel der Wirbel spitzer ist und einen „Haken“ bildet. Das Gehäuse ist deutlich höher, d. h., das Verhältnis Länge zur Höhe ist bei der Mittelmeer-Miesmuschel deutlich kleiner. Durch die etwas größere Höhe ist auch der Dorsalwinkel geringfügig spitzer bzw. weniger flach als bei der Gemeinen Miesmuschel. Bei der Mittelmeer-Miesmuschel ist der Ventralrand gerade oder sogar sehr leicht konkav gekrümmt, während er bei der Gemeinen Miesmuschel leicht konvex bis leicht konkav gekrümmt ist, meist annähernd gerade ist. Die Arten lassen sich durch Allozym-Elektrophorese und molekularbiologische Methoden sicher unterscheiden. Hybridisierung zwischen den drei Arten kommt vor, doch spielen die Hybriden in den untersuchten Populationen eine geringe Rolle und der Genpool der Arten bleibt im Wesentlichen intakt.

## Geographische Verbreitung und Lebensraum
Das ursprüngliche Verbreitungsgebiet war das Mittelmeer, das Kaspische Meer und die küstennahen Gewässer der Iberischen Halbinsel (bis zum Baskenland). Kleinere Populationen gibt es auch in der Bretagne, in Südengland und Südwestirland, sogar auf den Lofoten, in der Nordsee und in Spitzbergen. Durch die Muschelzucht bzw. Aquakulturen und durch Verschleppung kommt sie nun auch in kleineren und größeren Populationen an den Küsten Chiles und in weiten Teilen des Nordpazifiks (Russischer Ferner Osten, Nordchina, Japan, bis Südkorea, Kalifornien) vor. Sie gilt hier als invasive Art. Umgekehrt kommt nun im Mittelmeer und in den Küstengewässern der Iberischen Halbinsel auch die Gemeine Miesmuschel in kleineren Populationen vor. Die Mittelmeer-Miesmuschel soll etwas wärmere Wassertemperaturen als die Gemeine Miesmuschel zum Wachstum brauchen. Dem widerspricht das Vorkommen auf Spitzbergen.
Mittelmeer-Miesmuscheln kommen vom Gezeitenbereich bis in etwa 50 Meter Wassertiefe vor. Sie ertragen stundenlanges Trockenliegen, indem sie die Klappen fest schließen.
Die Art zählt zu den 100 gefährlichsten Neobiota weltweit.

## Taxonomie
Das Taxon wurde 1819 von Jean-Baptiste de Lamarck in die wissenschaftliche Literatur eingeführt. Der Artstatus wurde aber immer wieder in Frage gestellt. Poppe und Goto fassten sie noch 1993 als bloße Form der Gemeinen Miesmuschel auf. Sie ist heute auch aufgrund molekularbiologischer Untersuchungen allgemein als eigenständige Art anerkannt. Fritz Nordsieck schied 1969 noch elf Unterarten aus, die heute alle wieder mit der Nominatunterart vereinigt sind; d. h., es gibt keine Unterarten mehr. Die MolluscaBase listet insgesamt 19 Synonyme: Mytilus dilatatus Gray, 1825, Mytilus edulis diegensis Coe, 1945, Mytilus edulis zhirmunskii Scarlato & Starobogatov, 1979, Mytilus flavus Poli, 1795, Mytilus galloprovincialis angustata Philippi, 1836, Mytilus galloprovincialis eduliformis Monterosato, 1891, Mytilus galloprovincialis falcata Monterosato, 1884, Mytilus galloprovincialis herculea Monterosato, 1884, Mytilus galloprovincialis var. frequens Milaschewitsch, 1906, Mytilus galloprovincialis var. latissima Monterosato, 1884, Mytilus galloprovincialis var. trepida Milaschewitsch, 1906, Mytilus galloprovincialis var. uncinata Bucquoy, Dautzenberg & Dollfus, 1889, Mytilus glocinus Locard, 1889. Mytilus hesperianus Lamarck, 1819, Mytilus lamarckianus Clessin, 1887, Mytilus orbicularis Pallary, 1903, Mytilus pelecinus Locard, 1889, Mytilus sagittatus Poli, 1795 und Mytilus succineus Danilo & Sandri, 1856.
Mytilus chilensis (Hupé, 1854) wurde von manchen Autoren bis in die neueste Zeit als Unterart der Mittelmeer-Miesmuschel (oder auch der Gemeinen Miesmuschel) aufgefasst. Nach Untersuchungen der Spermienmorphologie ist Mytilus chilensis jedoch eine eigenständige Art. Im Labor konnten zwar lebensfähige Hybriden erzeugt werden, allerdings war die Überlebensrate der hybriden Larven geringer als der der artlich-reinrassigen Larven. Unter natürlichen Bedingungen wurde bisher noch keine Hybridisierung beobachtet.

## Wirtschaftliche Bedeutung
(siehe auch Artikel Miesmuscheln aus Galicien)
Die Mittelmeer-Miesmuschel ist bzw. war im Mittelmeerraum und an der Atlantikküste der Iberischen Halbinsel eine wichtige Meeresfrucht. Heute wird die Mittelmeer-Miesmuschel vor allem in Aquakulturen gezüchtet. Die jährliche Ernte beläuft sich auf etwa 120.000 Tonnen aus Aquakulturen. Die Wildfänge sind dagegen von jährlich über 50.000 Tonnen (um 2000) auf etwa tausend Tonnen (2014) zurückgegangen.

## Belege

### Online
- Marine Bivalve Shells of the British Isles: Mytilus galloprovincialis Lamarck, 1818 (Website des National Museum Wales, Department of Natural Sciences, Cardiff)